# لارنس (میسیسیپی)
لارنس (به انگلیسی: Lawrence) یک منطقهٔ مسکونی در ایالات متحده آمریکا است که در شهرستان نیوتون، میسیسیپی واقع شده‌است. لارنس ۱۳۸٫۹۹ متر بالاتر از سطح دریا واقع شده‌است.